# 钱守让
钱守让，字希仲，五代十国吴越国至北宋人物，吴越国王钱俶的孙子，钱惟濬的次子。
以恩荫声任为供备库使，天禧四年（1020年），录用诸国的后代，钱守让加领荣州刺史，改任东染院使，去世。钱守让勤学能写文章，退居时多数时间闭关读书，多次献上歌颂之辞，宋真宗优诏褒奖。有文集二十卷。其子钱恕，娶曹王趙元偁女长安县主。